# Ikarus Aero 2
Ikarus Aero 2 là một loại máy bay huấn luyện quân sự do Nam Tư chế tạo trong Chiến tranh thế giới II.

## Biến thể
Aero 2B
Aero 2BE
Aero 2C
Aero 2D
Aero 2E
Aero 2F
Aero 2H

## Quốc gia sử dụng
Nam Tư
- Không quân Nam Tư

## Tính năng kỹ chiến thuật (2B)
Dữ liệu lấy từ The Illustrated Encyclopedia of Aircraft
Đặc điểm tổng quát
- Kíp lái: 1
- Sức chứa: 1
- Chiều dài: 8.45 m (27 ft 8¾ in)
- Sải cánh: 10.5 m (34 ft 5¼ in)
- Chiều cao: 2.80 m (8 ft 10¼ in)
- Diện tích cánh: 17.4 m2 (187 ft2)
- Trọng lượng rỗng: 564 kg (1241 lb)
- Trọng lượng có tải: 996 kg (2196 lb)
- Powerplant: 1 × de Havilland Gipsy Major, 108 kW (145 hp)

Hiệu suất bay
- Vận tốc cực đại: 208 km/h (129 mph)
- Tầm bay: 680 km (423 dặm)
- Trần bay: 4500 m (14.765 ft)